# Paul Hansen
Paul Hansen (Göteborg, 25 d'abril de 1964) és un fotoperiodista suec, que treballa pel Dagens Nyheter. El 2013 va guanyar el World Press Photo per una fotografia presa el 20 de novembre de 2012 on uns homes de dol porten als seus funerals el nen de dos anys Suhaib Hijazi i el seu germà Muhammad, de tres anys, morts per un atac de míssils israelià a Gaza que també va matar el seu pare, Fouad, i va ferir de gravetat la seva mare. Diferents blogs van acusar-lo d'haver manipulat la fotografia, tot i que el jurat del certamen va comprovar que les acusacions eren falses i només va observar-hi una «certa manipulació en la postproducció de la imatge pel que fa al tractament de la llum».